# Fårhus
Fårhus (Duits:Faarhuus) is een plaats in de Deense regio Zuid-Denemarken, gemeente Aabenraa, met 249 inwoners (2007).